# 500 Millas de Indianápolis de 1953

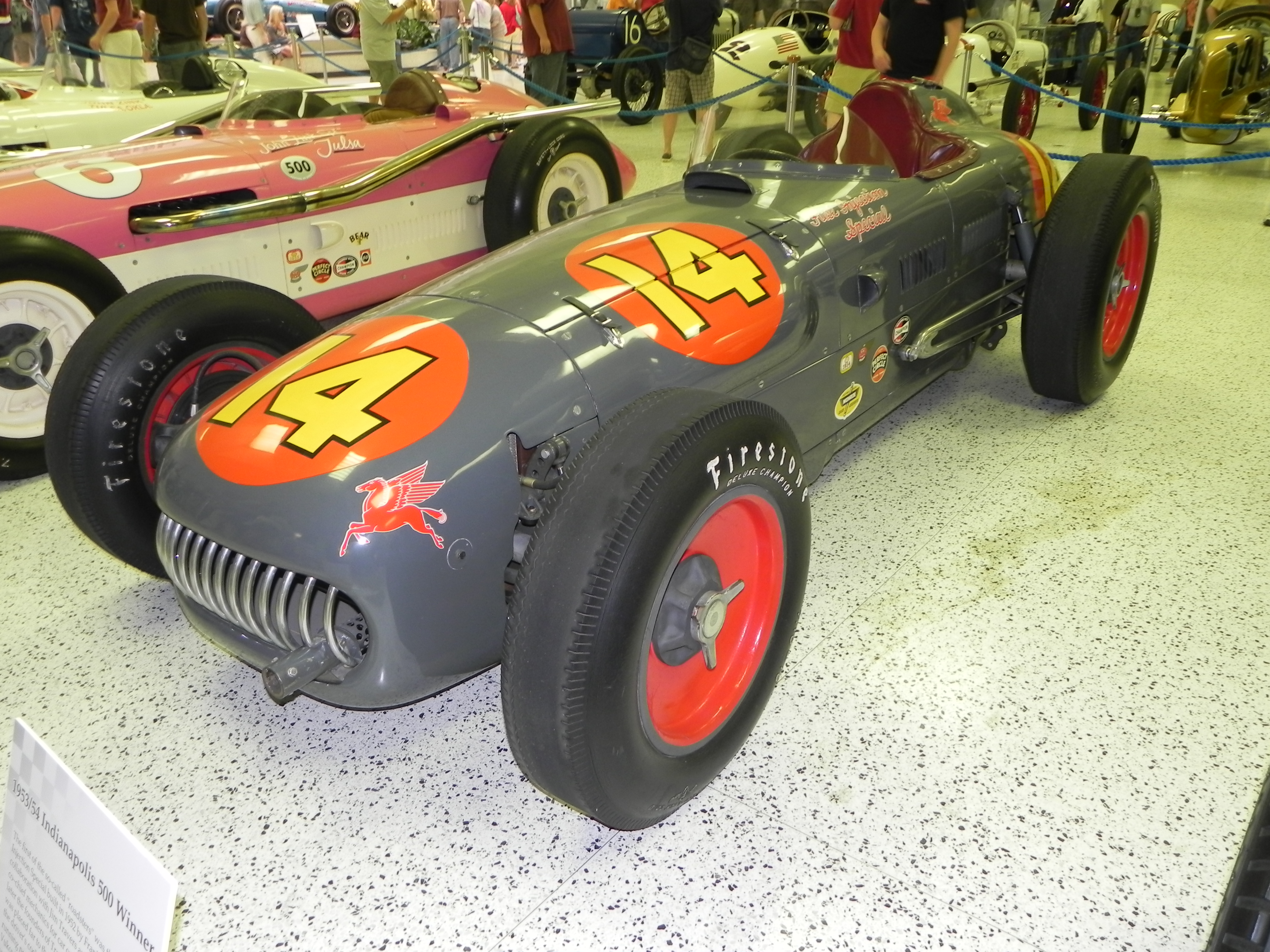
Coche ganador de Bill Vukovich en las Indy 500 de 1953 y 1954.

La Edición 37° de las 500 millas de Indianapolis se celebró en el Indianapolis Motor Speedway el sábado 30 de mayo de 1953. El evento fue parte del Campeonato Nacional de la AAA, y siguió por cuarta vez siendo puntuable para el Mundial de Fórmula 1.
El Serbio-estadounidense Bill Vukovich, después de no alcanzar alzarse la carrera un año antes, ganó su primera de sus 2 victorias en la Indy 500. Con una temperatura de 32 °C y la temperatura de la pista de unos 54 °C, esta carrera fue conocida como la Indy 500 más cálida de la historia. El piloto Carl Scarborough tuvo que abandonar la carrera, y más tarde murió en el hospital incapacitado debido a la postración por las altas temperaturas.
Debido a las condiciones extremas olas de calor, varios pilotos en la pista tuvieron pilotos de relevo, y algunos conductores de relevo aún tuvieron que requerir un descanso adicional. Vukovich, sin embargo, así como el segundo clasificado, Art Cross, ambos corrieron la totalidad de 500 millas en solitario.

## Información de la carrera

### Prácticas
Veterano de la carrera de dieciséis temporadas en las 500 millas de Indianápolis, Chet Miller murió en un accidente en prácticas el 15 de mayo.

### Clasificaciones
Las clasificaciones fueron programadas durante los siguientes cuatro días:
- Sábado 16 de mayo - Primer día de Claisifcaciones Pole Day (suspendido por lluvia)
- Domingo 17 de mayo - Segundo día de clasificaciones
- Sábado 23 de mayo - Tercer día de clasificaciones
- Domingo 24 de mayo - Entrenamientos y clasificaciones en el cuarto día.

Vukovich se clasificó con la pole, con una velocidad de 138,392 mph (222,720 kmh).

### Carrera
El piloto de laPole position Bill Vukovich dominó ampliamente la carrera, liderando 195 vueltas de 200 pactadas y también quedó su regístro de la vuelta más rápida.
- esta carrera fue conocida como la Indy 500 más cálida de la historia, con temperaturas superiores en la pista de 54 °C. La investigación reciente, sin embargo, se ha sugerido que la carrera de 1937 es en realidad tenía que tuvo los más altos de temperaturas registradas en la historia de la Indy 500. La mitad de los pilotos tuvieron pilotos de relevo como ayuda para evitar la insolación,[2] incluyendo:

- Duane Carter (giro número 49) relevó a Sam Hanks (giro número 151)
- Pablo Russo (giro número 96) relevó a Fred Agabashian (giro número 104)
- Eddie Johnson (giro número 88) relevó a Jim Rathmann (giro número 112)
- Gene Hartley (giro número 37) y Chuck Stevenson (giro número 44) relevaron a Tony Bettenhausen (giro número 115)
- Bob Scott (giro número 121) relevó a Carl Scarborough (giro número 69)
- Jim Rathmann (giro número 36)  relevó a Bill Holanda (giro número 141)
- Duke Dinsmore (giro número 10) y Andy Linden (29)  relevaron a Rodger Ward (giro número 138)
- Johnny Mantz (giro número 42) relevó a Walt Faulkner (giro número 134)
- Jackie Holmes (giro número 9) y Johnny Thomson (giro número 45)  relevó a Spider Webb (giro número 112)
- Andy Linden (giro número 12) y Chuck Stevenson (giro número 13)  relevó a Jerry Hoyt (giro número 82)
- Carl Scarborough se retiró de la carrera debido por insolación, y murió más tarde en el hospital del Speedway.

## Carrera
| Pos. Final | Pos. Inicial | Dorsal | Piloto                                         | Equipo/Fabricante        | Vueltas | Registro/Suceso     | Puntos Fórmula 1 |
| ---------- | ------------ | ------ | ---------------------------------------------- | ------------------------ | ------- | ------------------- | ---------------- |
| 1          | 1            | 14     | Bill Vukovich                                  | Kurtis Kraft-Offenhauser | 200     | 3:53:01.69          | 8+1              |
| 2          | 12           | 16     | Art Cross                                      | Kurtis Kraft-Offenhauser | 200     | +3:30.87            | 6                |
| 3          | 9            | 3      | Sam Hanks Duane Carter                         | Kurtis Kraft-Offenhauser | 200     | +4:11.50            | 2                |
| 4          | 2            | 59     | Fred Agabashian Paul Russo                     | Kurtis Kraft-Offenhauser | 200     | +4:39.24            | 1.5              |
| 5          | 3            | 5      | Jack McGrath                                   | Kurtis Kraft-Offenhauser | 200     | +7:49.64            | 2                |
| 6          | 21           | 48     | Jimmy Daywalt                                  | Kurtis Kraft-Offenhauser | 200     | +8:10.21            |                  |
| 7          | 25           | 2      | Jim Rathmann Eddie Johnson                     | Kurtis Kraft-Offenhauser | 200     | +8:46.02            |                  |
| 8          | 20           | 12     | Ernie McCoy                                    | Stevens-Offenhauser      | 200     | +10:04.55           |                  |
| 9          | 6            | 98     | Tony Bettenhausen Chuck Stevenson Gene Hartley | Kuzma-Offenhauser        | 196     | Accidente           |                  |
| 10         | 32           | 53     | Jimmy Davies                                   | Kurtis Kraft-Offenhauser | 193     | +7 Vueltas          |                  |
| 11         | 26           | 9      | Duke Nalon                                     | Kurtis Kraft-Novi        | 191     | Accidente           |                  |
| 12         | 19           | 73     | Carl Scarborough Bob Scott                     | Kurtis Kraft-Offenhauser | 190     | +10 Vueltas         |                  |
| 13         | 4            | 88     | Manny Ayulo                                    | Kuzma-Offenhauser        | 184     | Motor               |                  |
| 14         | 31           | 8      | Jimmy Bryan                                    | Schroeder-Offenhauser    | 183     | +17 Vueltas         |                  |
| Ret        | 28           | 49     | Bill Holland Jim Rathmann                      | Kurtis Kraft-Offenhauser | 177     | Magneto             |                  |
| Ret        | 10           | 92     | Rodger Ward Andy Linden Duke Dinsmore          | Kurtis Kraft-Offenhauser | 177     | Eje                 |                  |
| NC         | 14           | 23     | Walt Faulkner Johnny Mantz                     | Kurtis Kraft-Offenhauser | 176     | +24 Vueltas         |                  |
| Ret        | 22           | 22     | Marshall Teague                                | Kurtis Kraft-Offenhauser | 169     | Fuga de aceite      |                  |
| Ret        | 18           | 62     | Spider Webb Johnny Thomson Jackie Holmes       | Kurtis Kraft-Offenhauser | 166     | Fuga de aceite      |                  |
| Ret        | 29           | 51     | Bob Sweikert                                   | Kuzma-Offenhauser        | 151     | Suspensión          |                  |
| Ret        | 23           | 83     | Mike Nazaruk                                   | Turner-Offenhauser       | 146     | Transmisión         |                  |
| Ret        | 24           | 77     | Pat Flaherty                                   | Kuzma-Offenhauser        | 115     | Accidente           |                  |
| Ret        | 7            | 55     | Jerry Hoyt Chuck Stevenson Andy Linden         | Kurtis Kraft-Offenhauser | 107     | Sobrecalentamiento  |                  |
| Ret        | 27           | 4      | Duane Carter                                   | Lesovsky-Offenhauser     | 94      | Ignición            |                  |
| Ret        | 17           | 7      | Paul Russo                                     | Kurtis Kraft-Offenhauser | 89      | Magneto             |                  |
| Ret        | 8            | 21     | Johnnie Parsons                                | Kurtis Kraft-Offenhauser | 86      | Motor               |                  |
| Ret        | 15           | 38     | Don Freeland                                   | Watson-Offenhauser       | 76      | Accidente           |                  |
| Ret        | 13           | 41     | Gene Hartley                                   | Kurtis Kraft-Offenhauser | 53      | Accidente           |                  |
| Ret        | 16           | 97     | Chuck Stevenson                                | Kuzma-Offenhauser        | 42      | Fuga de combustible |                  |
| Ret        | 30           | 99     | Cal Niday                                      | Kurtis Kraft-Offenhauser | 30      | Magneto             |                  |
| Ret        | 11           | 29     | Bob Scott                                      | Bromme-Offenhauser       | 14      | Fuga de aceite      |                  |
| Ret        | 33           | 56     | Johnny Thomson                                 | Del Roy-Offenhauser      | 6       | Ignición            |                  |
| Ret        | 5            | 32     | Andy Linden                                    | Stevens-Offenhauser      | 3       | Accidente           |                  |

#### Suplentes
Primera alternativa: Eddie Johnson (# 26)

#### No se clasificaron
| - Frank Armi (#79) - Henry Banks (#10) - Buzz Barton (#35) - Joe Barzda (#69) - Bill Boyd (#86) - Billy Cantrell (#42) - Neal Carter (#23) - George Connor (#25) - Ray Crawford (#49) - Jorge Daponte (#95) - Duke Dinsmore (#52) - Bill Doster - Len Duncan (#31, #81) - Edgar Elder (#49) - Johnny Fedricks (#46) - John Fitch (#49, #74) - George Fonder (#76) - Potsy Goacher (#36) - Cliff Griffith (#24) - Red Hamilton (#91) | - Allen Heath (#65) - Al Herman (#93) - Jackie Holmes (#71) - Bill Homeier (#84, #87) - Johnny Kay (#67) - Jud Larson (#96) - Jim Mayes (#34) - Chet Miller (#15) - Accidente Fatal - Roy Neuman (#43) - Danny Oakes (#63) - Pat O'Connor (#28, #64, #74) - Johnny Roberts (#82) - Hal Robson (#57) - Troy Ruttman (#2) - Eddie Sachs (#34) - Wayne Selser (#75) - Joe Sostilio (#17) - Harry Stockman (#84) - Bill Taylor (#39) - George Tichenor (#65) - Johnnie Tolan (#66, #85) - Leroy Warriner (#44) |

## Resultado Final
| Piloto Ganador | Fabricante Ganador         | Promedio de Velocidad de competencia | Pole Position | Mayor Número de vueltas registradas como Líder |
| -------------- | -------------------------- | ------------------------------------ | ------------- | ---------------------------------------------- |
| Bill Vukovich  | Kurtis Kraft - Offenhauser | 207.187 km/h (128.740 mph)           | Bill Vukovich | Bill Vukovich (195/200) vueltas                |

### Obras Citadas
- Indianapolis 500 History: Race & All-Time Stats Archivado el 14 de octubre de 2012 en Wayback Machine. - Official Site
- Van Camp's Pork & Beans Presents: Great Moments From the Indy 500 - Fleetwood Sounds, 1975
- 1953 Indianapolis 500 Radio Broadcast, Indianapolis Motor Speedway Radio Network: Re-broadcast on "The History of the 500" - WFNI (May 12, 2013)